# Edward R. Roybal
Edward Ross Roybal (Pecos, 10 febbraio 1916 – Pasadena, 24 ottobre 2005) è stato un politico statunitense, membro della Camera dei Rappresentanti per lo stato della California dal 1963 al 1993.

## Biografia
Nato nel Nuovo Messico in una famiglia di origini messicane, Roybal si trasferì in California da bambino e dopo gli studi all'UCLA cominciò a prestare servizio pubblico.
Dopo aver aderito al Partito Democratico, nel 1949 venne eletto all'interno del consiglio comunale di Los Angeles, dove rimase fino al 1962, anno in cui si candidò alla Camera dei Rappresentanti e venne eletto deputato. Da allora Roybal fu rieletto altre quattordici volte, finché nel 1992 annunciò il suo ritiro e lasciò il Congresso dopo trent'anni di permanenza. Nello stesso anno sua figlia Lucille venne eletta deputata per un altro distretto congressuale.
Roybal morì a Pasadena nell'ottobre del 2005 all'età di ottantanove anni. Nel 2014 venne insignito postumo della medaglia presidenziale della libertà.